# Mogolla-gazella
A Mogolla-gazella (Eudorcas albonotata) az emlősök (Mammalia) osztályának párosujjú patások (Artiodactyla) rendjébe, ezen belül a tülkösszarvúak (Bovidae) családjába és az antilopformák (Antilopinae) alcsaládjába tartozó faj.
Régebben a Thomson-gazella (Eudorcas thomsonii) alfajának tekintették, Gazella thomsonii albonotata név alatt.

## Előfordulása
Bizonyítottan csak Dél-Szudán keleti részén, a Nílustól keletre él ártéri síkságokon és füves szavannákon. Etiópiai előfordulását illetően nincsenek biztos adataink.

## Természetvédelmi helyzete
Bár viszonylag kis területen fordul elő, a Természetvédelmi Világszövetség értékelése szerint nem fenyegeti veszély. Állománynagyságát illetően eltérő becslések állnak rendelkezésre, amelyek 100-278 000 közé teszik a faj példányszámát, de mivel elterjedési területének központi területei jóformán megközelíthetetlenek, ezek a becslések csak korlátozottan használhatóak. Elterjedési területe két természetvédelmi területtel is átfedésben van: a Boma Nemzeti Parkban és a Mongalla Vadrezervátumban is számottevő állományai vannak (bár a szezonális vándorlás miatt ezek nagysága folyton változik).